# Eugene Debs

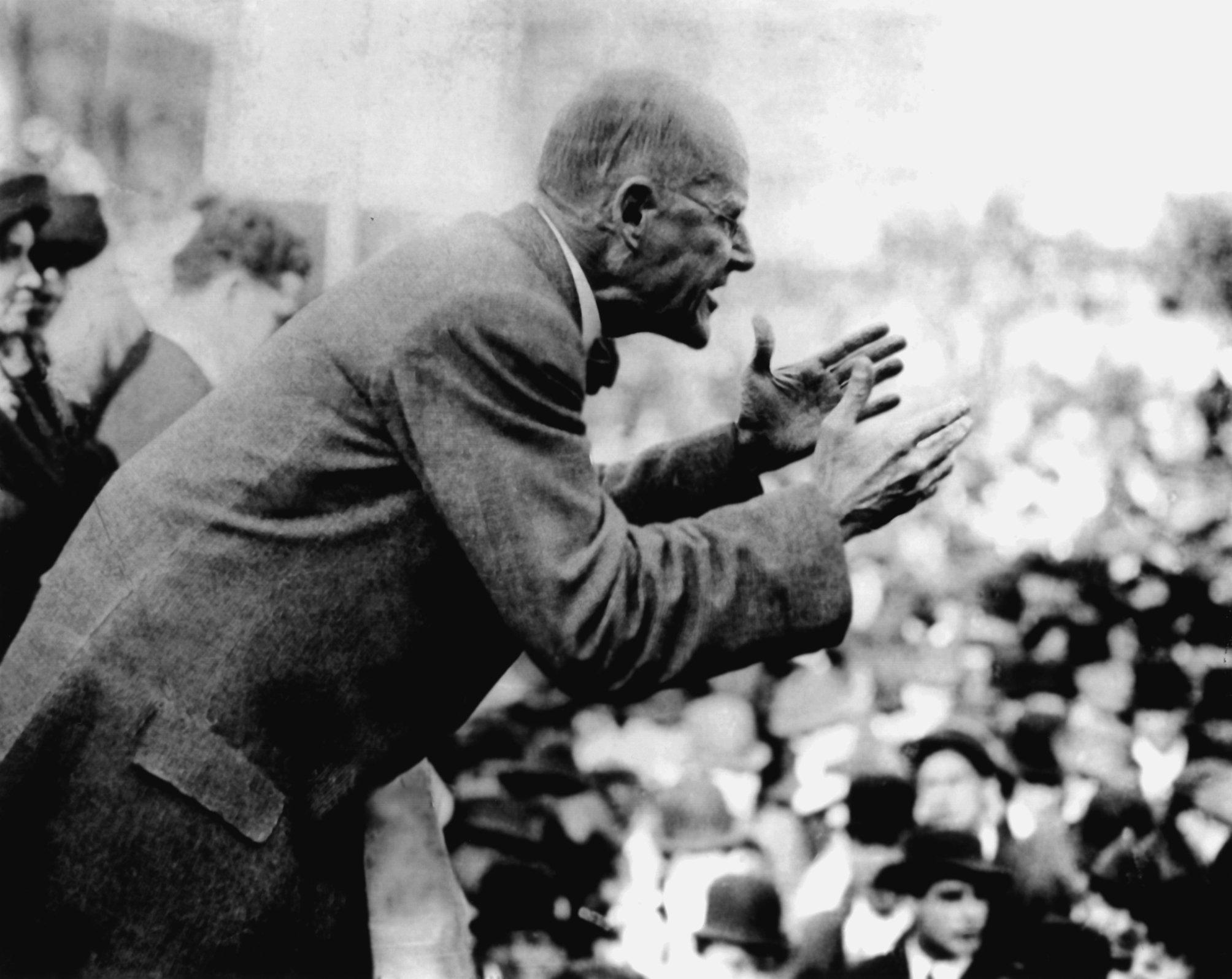
Eugene Debs håller ett tal 1918 mot första världskriget.

Eugene Victor Debs, född 5 november 1855 i Terre Haute i Indiana, död 20 oktober 1926 i Elmhurst i Illinois, var en amerikansk socialist, ledare för Socialist Party of America och en av grundarna av fackföreningen Industrial Workers of the World (IWW). 
Eugene Debs arbetade ursprungligen som lokomotiveldare. 1880-1893 var han sekreterare och kassör i eldarnas fackförening samtidig som han utgav deras tidning. 1893 skapade han det amerikanska järnvägsmannaförbundet, vars ledare han var fram till 1897. På grund av sitt uppträdande i samband med en strejk dömdes Debs 1895 till sex månaders fängelse. 1897 anslöt han sig till socialismen och var därefter vid fem tillfällen socialisternas presidentkandidat. Som bäst fick han sex procent av rösterna vid valet 1912. Under första världskriget kämpade Debs mot kriget och uppmanade till värnpliktsstrejk, och dömdes därför 1918 till tio års fängelse, men benådades 1921. Under fängelsetiden uppsattes han som presidentkandidat inför valet 1920 och samlade trots detta 913 664 röster (3,4 procent). Debs utgav en mängd politiska broschyrer.
Den finlandssvenska socialisten Karl H. Wiik nominerade 1924 Eugene Debs till Nobels fredspris. 
Eugene Debs efterträddes av Norman Thomas som ledare för Socialist Party of America.